# Vincenzo Colli (sciatore)
Vincenzo Colli (Cortina d'Ampezzo, 22 settembre 1899 – Cortina d'Ampezzo, 22 giugno 1961) è stato un fondista italiano.

## Biografia
Nato nel 1899, era fratello di Enrico Colli, anche lui fondista partecipante alle Olimpiadi di Chamonix-Mont-Blanc 1924, e padre di Ilio Colli, sciatore alpino che prese parte ai Giochi di Oslo 1952.
A 24 anni partecipò ai primi Giochi olimpici invernali, quelli di Chamonix-Mont-Blanc 1924, chiudendo 11º nella 50 km con il tempo di 4h31'34".
Ai campionati italiani vinse 1 bronzo nella 50 km nel 1925.